# Oceans (Where Feet May Fail)
Az Oceans (Where Feet May Fail)  az ausztrál Hillsong United együttes dala 2013. augusztus 23-án jelent meg a harmadik stúdióalbumuk, a Zion második kislemezeként. A dalt Taya Smith énekli, Matt Crocker, Joel Houston és Salomon Ligthelm írta, a producere Michael Guy Chislett.
Az Egyesült Államokban a dal rekordnak számító 61 nem egymást követő hetet töltött az első helyen a Billboard Hot Christian Songs listáján. A Billboard a 2010-es évek első számú keresztény dalának minősítette. A dal négyszeres platinalemez minősítést kapott az Egyesült Államokban.

## Története és háttere
A dal ötletei az album elkészítése közben már korán megjöttek. Crocker később dolgozott Ligthelmmel a dalszöveg folytatásán, és ő segített eldönteni, hogy a dal témájának az ismeretlenben való belépésről kellene szólnia és arról, ahogy Péter vakon bízva a vízre lépett.
A dallam nagy része tíz nap alatt született, a dalszöveg a felvétel napján kapta meg végleges formáját.

## Magyar fordítás
Magyar nyelvre Csiszér László és Sidó Éva fordította le Meghívtál, hogy vízre lépjek címmel.

## Számlista
| 1. | Oceans (Where Feet May Fail) | 8:55 |

| 1. | Océanos (Donde Mis Pies Pueden Fallar) | 4:19 |

## Fordítás
Ez a szócikk részben vagy egészben  az   Oceans (Where Feet May Fail) című angol Wikipédia-szócikk fordításán alapul.  Az eredeti cikk szerkesztőit annak laptörténete sorolja fel. Ez a jelzés csupán a megfogalmazás eredetét és a szerzői jogokat jelzi, nem szolgál a cikkben szereplő információk forrásmegjelöléseként.